# Guettarda bernardii
Guettarda bernardii är en måreväxtart som beskrevs av Julian Alfred Steyermark. Guettarda bernardii ingår i släktet Guettarda och familjen måreväxter. Inga underarter finns listade i Catalogue of Life.